# Mączniak prawdziwy dębu

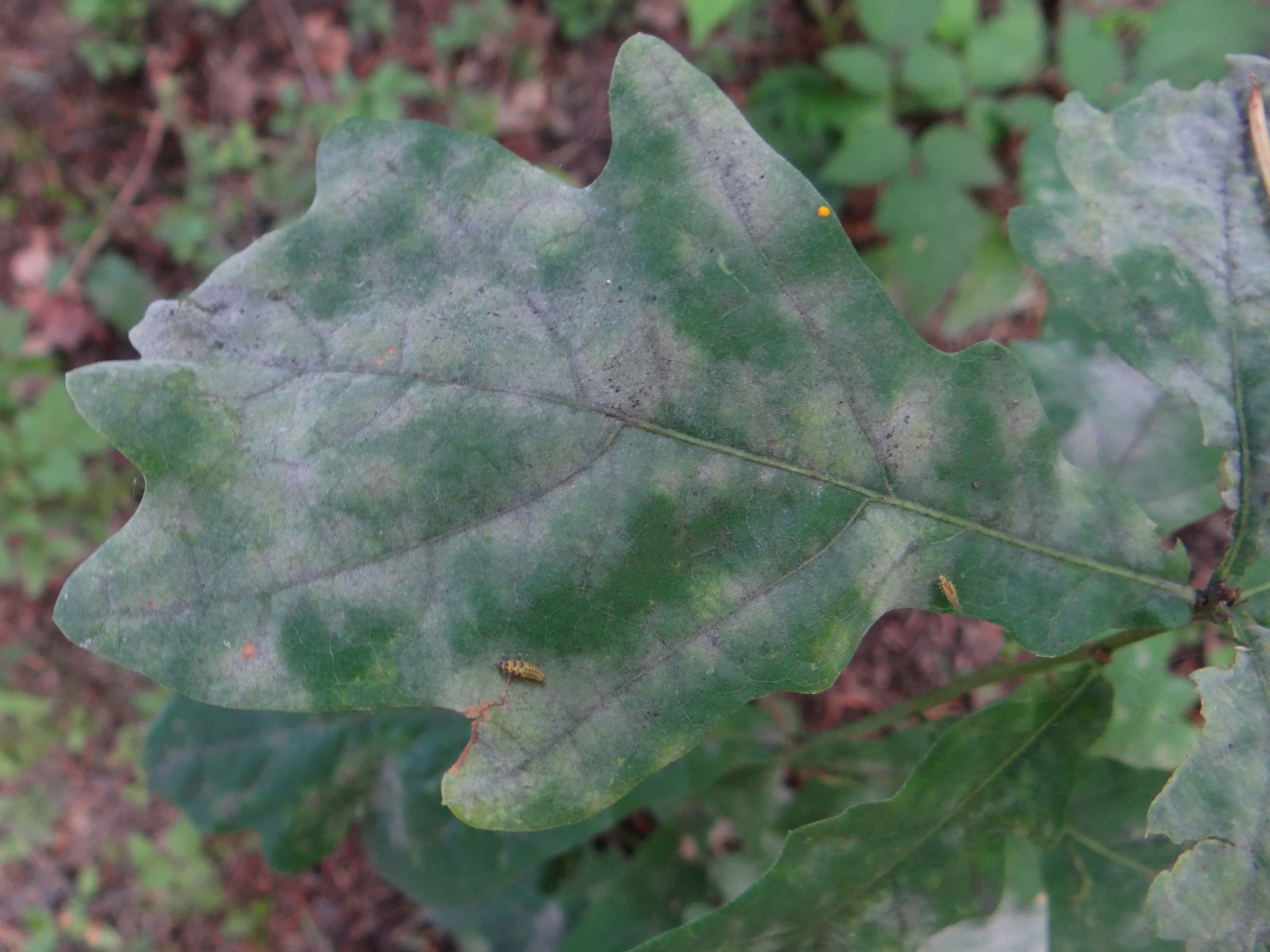
Pierwsze objawy choroby

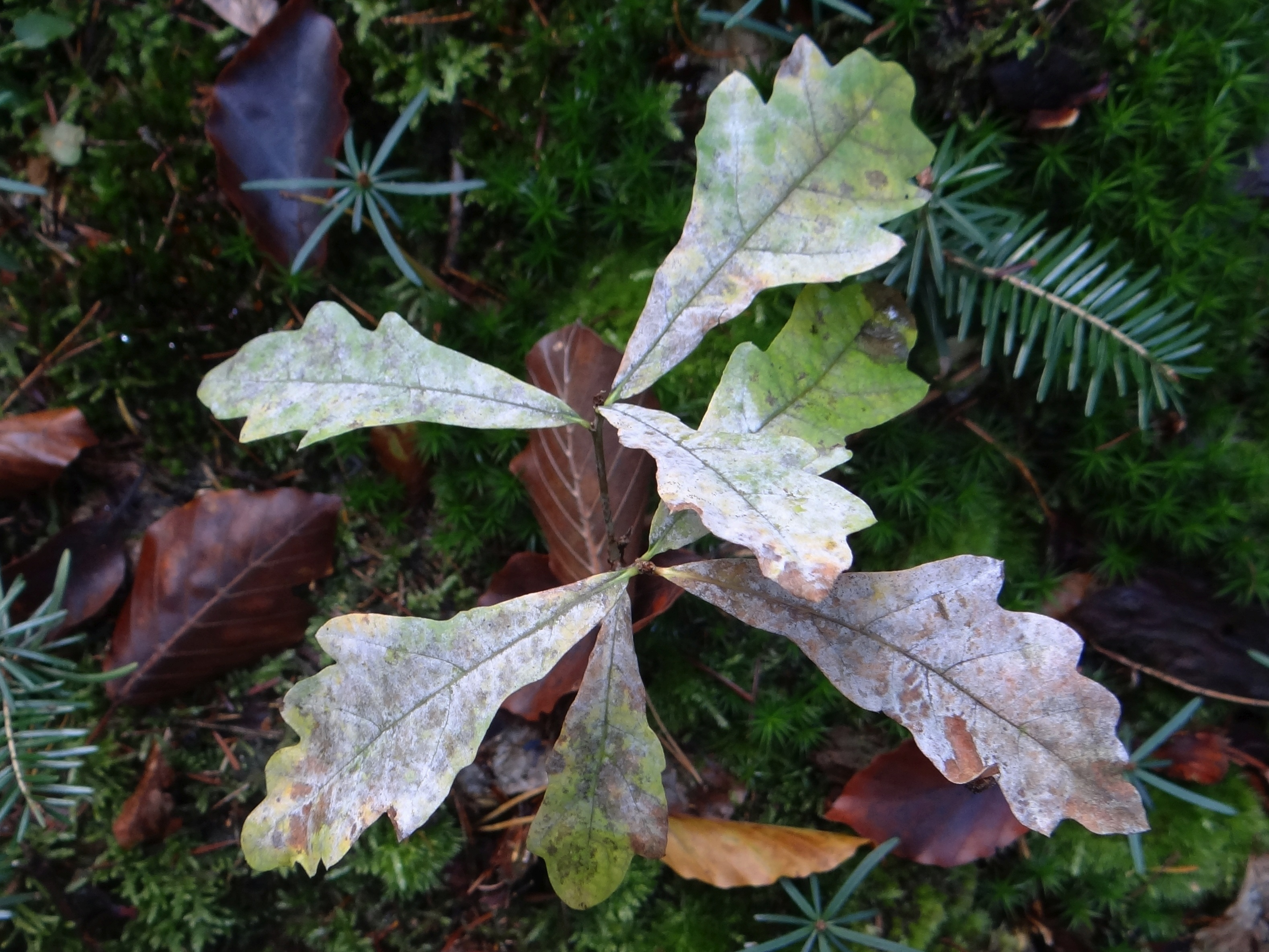
Roślina silnie porażona

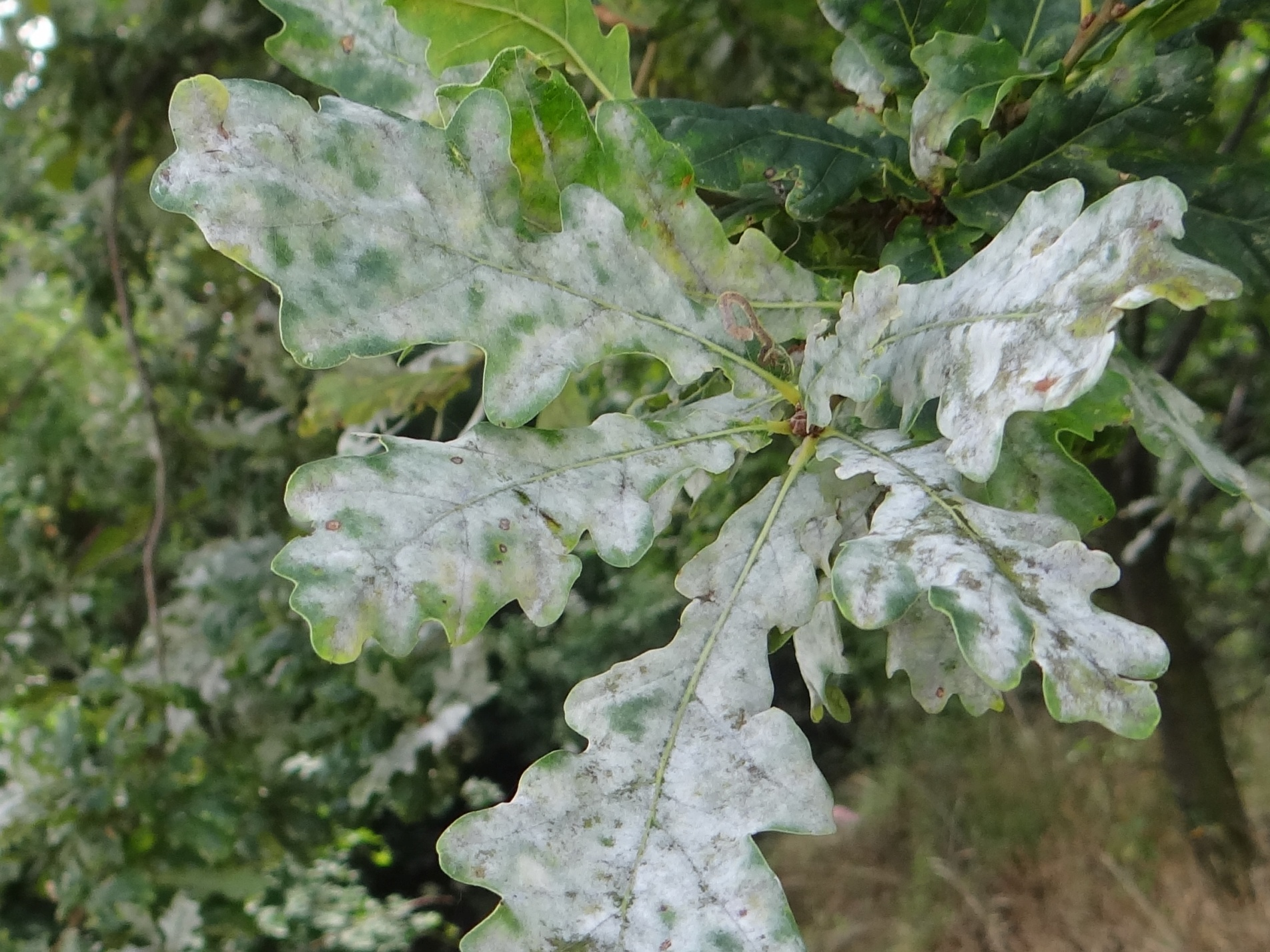

Mączniak prawdziwy dębu – grzybowa choroba roślin z grupy mączniaków prawdziwych wywołana przez Erysiphe alphitoides.

## Występowanie i szkodliwość
Patogen atakuje głównie liście dębów.  Do Europy choroba zawleczona została z Ameryki Północnej. W Europie Zachodniej po raz pierwszy odnotowano ją w 1907 r.  Wkrótce rozprzestrzeniła się na całym kontynencie. Największe szkody wyrządza wśród młodych dębów w szkółkach, oraz w świeżych nasadzeniach na młodych roślinach o wysokości 2-3 m.
Uszkadza młode liście, pączki oraz tkanki szczytowych pędów, doprowadzając do ich zamierania. Choroba powoduje zmniejszenie przyrostu młodych dębów, a przy corocznym występowaniu nawet ich zamieranie. Porażone przez mączniaka pędy z reguły nie osiągają na czas tzw. dojrzałości zimowej (nie drewnieją) i cierpią z tego powodu od wczesnych przymrozków.

## Objawy
Charakterystyczną cechą opanowanych dębów jest biały nalot widoczny na liściach i pędach przez cały okres wegetacyjny. Jest to grzybnia patogenu z konidiami. Nalot ten pojawia się często już wczesną wiosną. Początkowo jest bardzo delikatny, i może zostać niezauważony. Później jednak staje się coraz bardziej gęsty i utrzymuje się przez cały czas. Silnie porażone młode liście i pędy marszczą się, coraz bardziej ciemnieją, w końcu zamierają i przedwcześnie opadają. W tym czasie w nalocie dość często wśród białych skupisk konidiów pojawiają się czarne kuleczki o średnicy około 0,1 mm, które bywają bardzo liczne. Są to klejstotecja, w których wytwarzane są zarodniki płciowe – askospory.

## Etiologia i epidemiologia
Patogen zimuje w postaci grzybni, na pączkach gospodarza. Może też zimować w postaci klejstotecjów. Z porażonych pączków, na wiosnę wszystkie młode pędy i liście opanowane są przez grzybnię. Bardzo szybko wytwarza na drodze bezpłciowej konidia (typu oidium), które przeniesione na zdrowe liście, kiełkują powodując zakażenie wtórne. Proces wtórnych zakażeń powtarza się wielokrotnie. Konidium kiełkuje w strzępkę kiełkową, rozwijającą się w grzybnię powietrzną wielokrotnie dychotomicznie rozgałęzioną. Grzybnia powietrzna odżywia się za pomocą ssawek (przyczepek) zawartością komórek skórki. Tworzą się w niej liczne trzonki konidialne i konidia stanowiąc źródło zakażeń wtórnych. Będąc pasożytem bezwzględnym patogen ginie w zabitej przez siebie tkance.
Tworzeniu się konidiów sprzyja zjawisko następowania po sobie: pogodnego i ciepłego dnia i obfitującej w rosę nocy. Ciepłe dni sprzyjają produkcji konidiów, w nocy zaś, następuje obfite kiełkowanie konidiów. Czynnikami potęgującymi skutki działalności patogenu są m.in. susza i kompleks zagrożeń ze strony innych chorób i szkodników.

## Ochrona
Zaleca się tworzenie szkółek dębowych z dala od dębowych drzewostanów, albo przynajmniej w miejscach oddzielonych od tych drzewostanów szerokim pasem zadrzewień bez dębów. Zaleca się także wysiew żołędzi możliwie jak najwcześniej wiosną, lub nawet jesienią. Można do uprawy wybierać gatunki i odmiany dębów bardziej odporne na tę chorobę. Prowadzi się badania nad biologiczną ochroną z wykorzystaniem nadpasożyta Ampelomyces quisqualis, jak dotąd jednak nie udało się opracować sposobów jego szybkiego rozmnażania.
Ochronę chemiczną praktykuje się na szkółkach leśnych i zadrzewieniowych, stosując fungicydy oparte na związkach siarki lub preparaty układowe, w których substancją czynną są fungicydy triazolowe.